# Križovljan Radovečki
Križovljan Radovečki – wieś w Chorwacji, w żupanii varażdińskiej, w gminie Cestica. W 2011 roku liczyła 253 mieszkańców.